# Liste der Monuments historiques in Fénétrange
Die Liste der Monuments historiques in Fénétrange führt die Monuments historiques in der französischen Gemeinde Fénétrange auf.

## Liste der Bauwerke
| Bezeichnung           | Beschreibung                                                           | Standort                         | Kennzeichnung | Schutzstatus   | Datum | Bild           |
| --------------------- | ---------------------------------------------------------------------- | -------------------------------- | ------------- | -------------- | ----- | -------------- |
| Kirche St-Rémy        | aus dem 15. Jahrhundert                                                | Place Marcel-Dassault (Lage)     | PA00106762    | Classé         | 1930  | weitere Bilder |
| Hospital              | Massivbau mit Erker, bezeichnet 1519                                   | 2 rue de l’Hospice (Lage)        | PA00106763    | Inscrit        | 1970  | weitere Bilder |
| Wohnhaus              | Fachwerkhaus, teilweise massiv, um 1700; Umbau bezeichnet 1833         | 11 rue de la Cave (Lage)         | PA00125535    | Inscrit        | 1993  |                |
| Château de Fénétrange | Burganlage, 14. Jahrhundert, im 16. Jahrhundert zum Schloss umgebaut   | Place Albert-Schweitzer (Lage)   | PA00106761    | Classé Inscrit | 1982  | weitere Bilder |
| Wohnhaus              | Erker, erste Hälfte des 17. Jahrhunderts                               | 4 rue du Vieux Pensionnat (Lage) | PA00106764    | Inscrit        | 1970  |                |
| Wohnhaus              | Fachwerkhaus, teilweise massiv, 16. Jahrhundert; Umbau bezeichnet 1717 | 1 place Marcel-Dassault (Lage)   | PA00107064    | Inscrit        | 1992  |                |

## Liste der Objekte
| Bezeichnung                | Beschreibung | Standort                        | Kennzeichnung | Schutzstatus | Datum     | Bild |
| -------------------------- | --- | ------------------------------- | ------------- | ------------ | --------- | ---- |
| Orgel                      | Ensemble aus PM57000066 und PM57000069                                                                             | in der Kirche St-Rémy (Lage)    | PM57000723    | Classé       | 1977 1982 |      |
| Orgelempore und -prospekt  | Ende des 18. Jahrhunderts für das Kloster Vergaville gebaut; 1793 nach Fénétrange versetzt, Empore aus dieser Zeit | in der Kirche St-Rémy (Lage)    | PM57000066    | Classé       | 1977      |      |
| Instrumentalteil der Orgel | Ende des 18. Jahrhunderts für das Kloster Vergaville gebaut; 1793 nach Fénétrange versetzt                         | in der Kirche St-Rémy (Lage)    | PM57000069    | Classé       | 1982      |      |
| Kanzel                     | Eichenholz, 1787                                                                                                   | in der Kirche St-Rémy (Lage)    | PM57000067    | Classé       | 1977      |      |
| Skulptur Madonna           | mit Nische; Holz, farbig gefasst und vergoldet, 18. Jahrhundert                                                    | in der Kirche St-Rémy (Lage)    | PM57000068    | Classé       | 1977      |      |
| Wendeltreppe               | | im Château de Fénétrange (Lage) | PM57000570    | Classé       | 1982      |      |